# Mit Herz und Hand fürs Vaterland (Film)
Mit Herz und Hand fürs Vaterland ist ein patriotisches, österreich-ungarisches Stummfilmdrama aus dem Jahre 1915 von Jakob Fleck und Luise Kolm mit Hubert Marischka, Hermann Benke und Liane Haid in den Hauptrollen.

## Handlung
Österreich-Ungarn im Ersten Weltkrieg: Ein Reservekadett der Tiroler Kaiserjäger erhält seine Einberufung. Er nimmt Abschied von seinen Eltern aber auch von Frau und Kind. Seine Eltern wissen jedoch nicht, dass er bereits verheiratet und seit wenigen Monaten auch Vater ist. Im Tiroler Grenzkrieg mit Italien zeigt er ganzen Einsatz, hangelt sich durch die Felsen und ist bei jedem Angriff immer vorneweg dabei. In Einzelaktionen vollbringt der Kadett sogar einige „mutige Heldentaten“ wie etwa einen Bombenabwurf aus einem Flugzeug auf die Stellungen der italienischen Feinde. So wird er von seinem Vorgesetzten auch für den folgenden, besonders schwierigen Einsatz auserwählt. 
Falls er nicht zurückkehren sollte, bittet der junge Soldat seinen Hauptmann, einen bereits verfassten Brief an seine Eltern weiterzuleiten. In diesem Schreiben teilt er ihnen mit, dass er bereits verheiratet sei und ein Kind habe und dass sich die Eltern bitte um die Gattin und das gemeinsame Baby kümmern mögen. Tatsächlich kehrt der junge Soldat nicht zurück, seine von der Mission ins Lager heimkehrenden Kameraden berichten, wie sie gesehen haben, dass er bei Feindberührung angeschossen worden wäre und infolgedessen einen Fels hinabgestürzt sei. Die Eltern sind untröstlich über diesen mutmaßlichen Verlust und entsprechen dem in seinem Brief geäußerten Wunsch. Doch der Kadett ist nicht tot, sondern lediglich schwer verwundet. Nach einiger Zeit kehrt er zu seiner Familie zurück und es gibt ein herzergreifendes Wiedersehen.

## Produktionsnotizen
Mit Herz und Hand fürs Vaterland wurde 1915 in Wien und Budapest gedreht und mit Schulverbot (= Jugendverbot) belegt. Die Uraufführung war im Rahmen einer Pressevorführung am 23. Dezember 1915 in Wien, der Massenstart am Silvestertag desselben Jahres. 
Das propagandistische Kriegsdrama bedeutete nicht nur das Filmdebüt der damals 20-jährigen Theaterkünstlerin Liane Haid, sondern zugleich die erste Zusammenarbeit mit dem knapp drei Jahrzehnte älteren Kollegen Hermann Benke, mit dem sie während des Ersten Weltkriegs für die Wiener Kunstfilm-Industrie mehrfach vor der Kamera stehen sollte, so unter anderem in den Dramen Die Tragödie auf Schloß Rottersheim, Mit Gott für Kaiser und Reich und Lebenswogen.

## Kritiken
„Der Wiener Kunstfilm-Industrie ist diesmal tatsächlich ein nach jeder Richtung hin vollständig einwandfreies Werk gelungen. Ja, wir sagen nicht zuviel und können diese Behauptung ruhig verantworten, daß der neue Film der Wiener Kunstfilm fast alles übertrifft, was bisher auf dem Gebiete der so genannten Kriegsdramen geschaffen worden ist. Ein glänzender Stoff ist hier in der hervorragendsten Weise verfilmt worden. Wahrhaft künstlerische Photographie, eine bis ins kleinste Detail durchdachte Regie und eine geradezu meisterhafte Darstellung haben hier ein Werk geschaffen, das für die zeitgenössische Kinematographie geradezu vorbildlich wirken kann.“